# Kostníky
Kostníky (en allemand : Gössling) est une commune du district de Třebíč, dans la région de Vysočina, en République tchèque. Sa population s'élevait à 194 habitants en 2024.

## Géographie
Kostníky se trouve à 7 km au sud-est du centre de Jemnice, à 32 km au sud-ouest de Třebíč, à 47 km au sud de Jihlava et à 152 km au sud-est de Prague.
La commune est limitée par Jemnice au nord-ouest, par Slavíkovice au nord et au nord-est, par Kdousov, Hornice, Dešov et Vysočany à l'est, par Korolupy et Lubnice au sud, et par Police et Jiratice à l'ouest.

## Histoire
La première mention écrite de la localité date de 1345.

## Transports
Par la route, Kostníky se trouve à 9,5 km de Jemnice, à 42 km de Třebíč, à 56 km de Jihlava et à 187 km de Prague.